# Fernando Martínez Castellano
Pour les articles homonymes, voir Castellano.
Fernando Martínez Castellano, né le 29 mai 1942 à Valence et mort le 20 mai 2024, est un homme politique espagnol, premier maire de Valence démocratiquement élu en 1979, après la fin de la dictature.

## Biographie
Fernando Martínez Castellano milite au sein du Parti socialiste ouvrier espagnol (PSOE) durant la Transition démocratique. Proche des secteurs les plus radicaux du parti, il est nommé responsable des finances du comité de direction présidé par Joan Pastor, un poste qu'il abandonne après la démission de ce dernier et son remplacement par Joan Lerma en juillet 1979.
Il est tête de liste du PSPV-PSOE à Valence aux élections municipales du 3 avril 1979, les premières célébrées depuis la mort du général Franco. Le parti remporte 13 des 33 conseillers et Martínez Castellano obtient le poste de maire le 21 avril après un accord passé avec le Parti communiste espagnol (qui en détient pour sa part 6).
En mai 1979, il figure dans la majorité de militants réunis au 28e congrès du PSOE qui rejette la demande du secrétaire général Felipe González d'éliminer le marxisme de la définition idéologique du PSOE, entraînant la démission de ce dernier.
La présence de Martínez Campos parmi les secteurs critiques du PSOE et du PSPV-PSOE, son opposition à l'intégration du PSPV dans le PSOE, ainsi que des soupçons de malversations durant sa période aux commandes des finances du PSOE de la région entraînent son expulsion du parti en septembre 1979,, sa démission en tant que maire et son remplacement par Ricard Pérez Casado. Il est également démis de ses fonctions de conseiller municipal dans un premier temps, mais un recours qu'il dépose devant le Tribunal constitutionnel annule le procédé, instaurant une jurisprudence établissant que les postes de conseillers élus sont attribués aux personnes elles-mêmes et non à la liste à laquelle ils sont affiliés au moment du scrutin (ce qui rend possible l'apparition de transfuges).
Fernando Martínez Castellano abandonne la politique active jusqu'en 2005, où il participe en novembre au premier congrès du Parti social démocrate (PSD). Il occupe la deuxième place sur la liste du PSD aux élections municipales de février 2007 à Valence, mais le parti n'obient aucun représentant.